# هنريك نيلسون
هنريك نيلسون (بالسويدية: Henrik Nilsson)‏ (25 يوليو 1972 بالسويد - ) هو لاعب كرة قدم سويدي في مركز الوسط، شارك في الألعاب الأولمبية الصيفية 1992. ولعب مع نادي مالمو ونادي لاندسكرونا ‏.

## وصلات خارجية
- هنريك نيلسون على موقع اتحاد السويد (السويدية)
- هنريك نيلسون على موقع قاعدة بيانات كرة القدم.إي يو (الإنجليزية)
- هنريك نيلسون على موقع أوليمبيديا (الإنجليزية)
- هنريك نيلسون على موقع اللجنة الأولمبية السويدية (السويدية)